# Pedro Jiménez Guerra
Pedro Jiménez Guerra (Madrid, 18 de maig de 1951) és un matemàtic espanyol, acadèmic de la Reial Acadèmia de Ciències Exactes, Físiques i Naturals.
Es llicencià en ciències empresarials per l'ICADE i es doctorà en matemàtiques per la Universitat Complutense de Madrid. Treballa com a catedràtic d'anàlisi matemàtica de la Facultat de Ciències de la Universitat Nacional d'Educació a Distància (UNED), facultat de la que en fou vicerector de recerca el 1991-1992 i director del Departament de Matemàtiques Fonamentals.
El 1989 fou escollit acadèmic de la Reial Acadèmia de Ciències Exactes, Físiques i Naturals, i en va prendre possessió el 1991 amb el discurs Origen y evolución de la integración vectorial. El 1993 ingressà a l'Acadèmia de Ciències Matemàtiques, Físico-Químiques i Naturals de Granada. De 1992 a 1996 fou secretari de l'Instituto de España.

## Publicacions
- Sur une généralization du théoreme de Hahn-Banach (1974)
- Stability of tensor product of Radon measures of type ae (1978)
- Sur l'extension des fonctions additives continues sur semigroupes topologiques preordonnés (1979)
- Criterios de convergencia de redes de medidas de conjuntos Riemann-integrables (1980)
- Propiedades de convexidad para medidas valoradas en semigrupos (1981)
- On the range of semi-group valued measures (1984)
- Representation of operators by bilinear integrals (1987)
- Derivación de medidas e integración vectorial bilinear (1988)
- Operators and LP spaces (1989)